# 오! 해피데이 (텔레비전 프로그램)
《오! 해피데이》는 대한민국의 MBC에서 오전 시간대의 텔레비전 예능 어린이 프로그램인데 동심마저 상업적으로 이용하는 게 아니냐는 지적을 샀고 결국 2003년 봄 개편으로 막을 내려야 했다.

## 기획의도
- 이 세상에서 아무 조건 없이, 남녀노소 누구에게나 사랑스러움을 느끼게 하는 존재는 무엇이 있을까? 영원할 것 같은 사랑도 시간이 가고 상황이 달라지면 다시 못 볼 원수가 되고, 오늘의 동지는 내일의 적이 되지만, 아기들은 다르다. 동식물을 통틀어 무릇 모든 “새끼”들의 사랑스러움은 상대의 적의를 무장해제하는 강력한 힘을 갖고 있다. 그 중에서도 순진무구하고 천진난만한 아기들의 해맑은 모습은, 이미 세속에 물든 어른들의 잃어버린 동심을 자극하면서 모든 근심과 우울을 단숨에 날려버린다. 동시에 한없이 순진하고 해맑으면서도 때로 촌철살인의 기지를 보이며 어른들의 허를 찌르는 아이들! 이들은 단지 어른의 축소판이 아니라 충분히 존중받을 만한 가치가 있는 하나의 독립적인 인격체이기도 하다. 일요일 아침 9시 50분. 휴일 아침을 상쾌하고 풋풋하게 열어갈 이 프로그램에서는 사랑스러움과 순수의 상징인 아이들의 모습을, 때로는 관찰로, 때로는 밀착 취재로 꾸밈없이 보여줌으로써 어른들이 잊고 살았던, 그리고 다시 돌아가고픈 가장 행복하고 순수한 시절로의 여행을 안내하고자 한다.

## 코너소개
- (1) 세상에 하나뿐인 유치원 : 프랑스, 독일, 스리랑카, 일본, 브라질, 이탈리아 그리고 대한민국! 여러 나라의 개성있는 아이들이 모여서 “세상에 하나뿐인 유치원”을 열었다. 서로 언어와 국적, 인종이 다르고, 문화적 배경도 다른 이 아이들은 과연 자신의 의견을 전 달하면서 의사소통할 수 있을까? 이 코너에서는 처음엔 서먹하게 서로의 얼굴만 바라보던 일곱 아이들이 “세상에 하나뿐인 유치원”이라는 특별한 공간 안에서 나름대로 의사소통의 방법을 터득해 가는 과정을 보여준 다. 때로는 바디 랭귀지로, 때로는 눈치코치로, 서로 친구가 되어가는 과정을 재미있게 보여 준다.
- (2) 러브스토리 아이 좋아 : 러브스토리는 어른들의 전유물이다? 아니다! 요즘은 유치원마다 커플이 있고, 대여섯 살만 돼도 자신이 좋아하는 여자친구(남자친구)를 떳떳이 밝히는 시대! 하지만 어디 맘에 있다고 다 성사가 되랴? “러브 스토리 아이 좋아” 에서는 유치원 어린들 가운데 자신의 여자(남자) 친구에게 그동안 속으로만 끙끙 앓던 좋아하는 감정을 용감하게 표현하는 러브스토리를 전한다. 아이들은 자신의 “사랑”을 고백하기 위해 귀엽고 사랑스러운 다양한 방법을 동원하는데... 그 모습이 절로 웃음을 머금게 한다.
- (3) 달려라~ 보행기 : 체력은 국력! 아이들이 건강해야 나라도 강해진다! 아이들의 보행기 달리기 대작전!! 주어진 시간 안에 결승점에 들어오면 성공! 들어오지 못하면 아쉽지만 실패~! 실패할 경우, 결승점에서 기다리는 아빠의 머리 위 풍선이 터지게 된다. 온 가족이 함께하는 달려라 보행기! 아이들의 예쁜 웃음 엄마, 아빠의 사랑이 묻어나는 코너이다.
- (4) 병아리 특강 : 어른들만 생각이 있는 게 아니다. 예닐곱 살짜리 아이들도 어른들에게 하고 싶은 나만의 주장이 있다! 아이들의 눈으로 바라보는 어른들의 세계! 그리고 그들만의 기발한 생각과 주장! 이 코너에서는 꼬마 교수님들이 초대되어 어른들 앞에서 자신의 생각을 전하는 시간이다. 학생들과 질문·대답 시간을 통해 아이들의 재치있는 이야기도 들어본다.

## 방송 시간
- 매주 일요일 오전 9시 50분 ~ 10시 50분

## 진행자
- 주영훈, 박미선

## 참고 사항
- 해당 프로그램 제목은 보조 MC 박미선의 남편 이봉원이 2001년 가을 일본 유학을 마치고 돌아온 뒤 컴백작으로 선택한 SBS 프로그램 제목[2]과 똑같았다.